# Климала, Патрик
Патрик Климала (пол. Patryk Klimala; род. 5 августа 1998, Свидница) — польский футболист, нападающий клуба «Хапоэль Беэр-Шева».

## Клубная карьера
Профессиональную карьеру начал в клубе «Ягеллония», дебютировав в основном составе 25 сентября 2016 года в матче против клуба «Корона».
В сезоне 2017/18 выступал на правах аренды в клубе второго дивизиона польского чемпионата «Вигры Сувалки», сыграв 27 матчей и забив 13 мячей в Первой лиге Польши.
27 июля 2018 года дебютировал в Лиге Европы УЕФА в матче против португальского клуба «Риу Аве». 4 декабря 2018 года забил свой первый гол за «Ягеллонию» в матче Кубка Польши против «Арки». В первой половине сезона 2019/20 забил за «Ягеллонию» 7 мячей в 17 матчах чемпионата.
14 января 2020 года перешёл в «Селтик» за 3,5 млн фунтов, подписав с шотландским клубом контракт до июля 2024 года. 18 января 2020 года дебютировал за «Селтик» в матче Кубка Шотландии против клуба «Партик Тисл», выйдя на замену Ли Гриффитсу. 29 января 2020 года Патрик дебютировал в шотландском Премьершипе в матче против «Сент-Джонстона», выйдя на замену Одсонну Эдуару.
22 апреля 2021 года перешёл в клуб MLS «Нью-Йорк Ред Буллз», подписав четырёхлетний контракт в качестве молодого назначенного игрока. В американской лиге дебютировал 15 мая 2021 года в матче против «Филадельфии Юнион», заменив со стартом второго тайма Данни Ройера. 23 июня 2021 года в матче против «Нью-Инглэнд Революшн» забил свой первый гол в MLS.
29 января 2023 года перешёл в клуб чемпионата Израиля «Хапоэль Беэр-Шева», подписав контракт на 3,5 сезона. «Нью-Йорк Ред Буллз» сохранит процент от суммы трансфера, если игрок будет продан другому клубу.

## Карьера в сборной
Выступал за сборные Польши до 19, до 20 лет и до 21 года.